# Joan Beneyto i Pérez
Joan Beneyto i Pérez (La Vila Joiosa, 1907 - Madrid, 25 de febrer de 1994) va ser un jurista, escriptor i polític valencià.
Es va doctorar en Dret i Ciències Polítiques per la Universitat de Bolonya. Els seus primers treballs van versar sobre dret foral: Preliminars per a l'estudi del nostre dret (1932), Il diritto catalano in Italia (1933), Iniciació a la història del dret valencià (1934) i d'altres, publicats en la seua major part al Butlletí de la Societat Castellonenca de Cultura. L'any 1932 va ser un dels signataris de les Normes de Castelló que suposaven la transposició dels criteris ortogràfics de Pompeu Fabra per a la varietat valenciana de la llengua catalana.
Aviat va simpatitzar amb el feixisme, el que va quedar reflectit en diverses obres de marcat caràcter ideològic (Nacionalsocialismo (1934), España y el problema de Europa (1942), etc.). Va ser un dels fundadors del diari falangista Arriba. Durant la guerra civil espanyola es va establir a Sant Sebastià, on dirigí la revista Valencia amb Teodor Llorente Falcó. Acabada la guerra civil va ocupar càrrecs polítics, com la Presidència del Consejo Nacional de Prensa i la presidència de la Societat Hispano-Alemanya. L'any 1939 va publicar el llibre El nuevo Estado español, en el qual seguint les tesis de l'historiador del Dret i militant feixista italià Arrigo Solmi defensava el nacionalsocialisme com a model del govern del general Franco, en el nou règim acabat de començar.
En l'oficina de censura sota el règim franquista va encarregar-se de la secció de llibres, arribant a comptar com a col·laborador censor amb el premi Nobel Camilo José Cela. Com a catedràtic de Dret de la Universidad Complutense de Madrid va publicar nombrosos treballs d'investigació en matèria de dret, història i mitjans de comunicació social. També va dedicar-se al periodisme, i arribà a ser degà de la Facultat de Ciències de la Informació de la Universidad Complutense de Madrid.
Estretament vinculat al País Valencià va col·laborar amb Lo Rat Penat i va ser acadèmic de l'Acadèmia de Cultura Valenciana.